# Liste der Biografien/Prp
Liste der Biografien |
Portal Biografien |
Personensuche
# |
A |
B |
C |
D |
E |
F |
G |
H |
I |
J |
K |
L |
M |
N |
O |
P |
Q |
R |
S |
T |
U |
V |
W |
X |
Y |
Z |
?
 
Pa |
Pc |
Pe |
Pf |
Ph |
Pi |
Pj |
Pk |
Pl |
Pm |
Pn |
Po |
Pr |
Ps |
Pt |
Pu |
Pv |
Pw |
Py
 
Pra |
Prc |
Pre |
Pri |
Prj |
Prk |
Prl |
Pro |
Prp |
Prs |
Prt |
Pru |
Prv |
Pry |
Prz
Die Liste der Biografien führt alle Personen auf, die in der deutschsprachigen Wikipedia einen Artikel haben. Dieses ist eine Teilliste mit 6 Einträgen von Personen, deren Namen mit den Buchstaben „Prp“ beginnt.

## Prp

### Prpi
- Prpić, Dominik (* 2004), kroatischer Fußballspieler
- Prpic, Filip (* 1982), schwedischer Tennisspieler
- Prpić, Goran (* 1964), kroatischer TennisspielerGoran Prpić (* 1964)

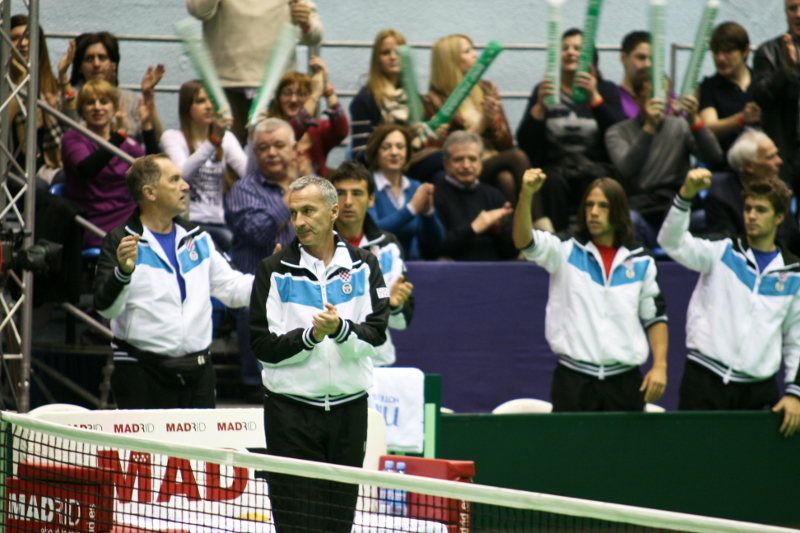
Goran Prpić (* 1964)

- Prpić, Jasmina (* 1954), deutsch-bosnische Juristin und Frauenrechtlerin
- Prpic, Joel (* 1974), kroatisch-kanadischer Eishockeyspieler
- Prpich, Mike (* 1982), kroatisch-kanadischer Eishockeyspieler